# Tương cà chua
Tương cà chua (còn được gọi là tương Napoli, salsa roja trong tiếng Tây Ban Nha, hoặc salsa di pomodoro trong tiếng Ý) được làm chủ yếu từ cà chua, thường được phục vụ như một phần của món ăn, thay vì làm gia vị.
Tương cà chua dùng phổ biến cho thịt và rau, nhưng có lẽ chúng được biết đến như là nền tảng cho salsas Mexico hoặc nước sốt cho các món mì ống. Cà chua có hương vị phong phú, hàm lượng nước cao, thịt quả mềm dễ phân hủy và thành phần phù hợp để làm đặc thành nước sốt khi chúng được nấu chín (không cần chất làm đặc như "roux"). Tất cả những đặc tính này trở nên lý tưởng cho việc chế biến các loại nước sốt đơn giản và hấp dẫn.
Ở các quốc gia như Vương quốc Anh, Ấn Độ, Úc, New Zealand và Nam Phi, thuật ngữ tomato sauce được sử dụng để mô tả một gia vị tương tự như ketchup. Ở một số quốc gia này, cả hai thuật ngữ đều được sử dụng chỉ gia vị.

## Lịch sử

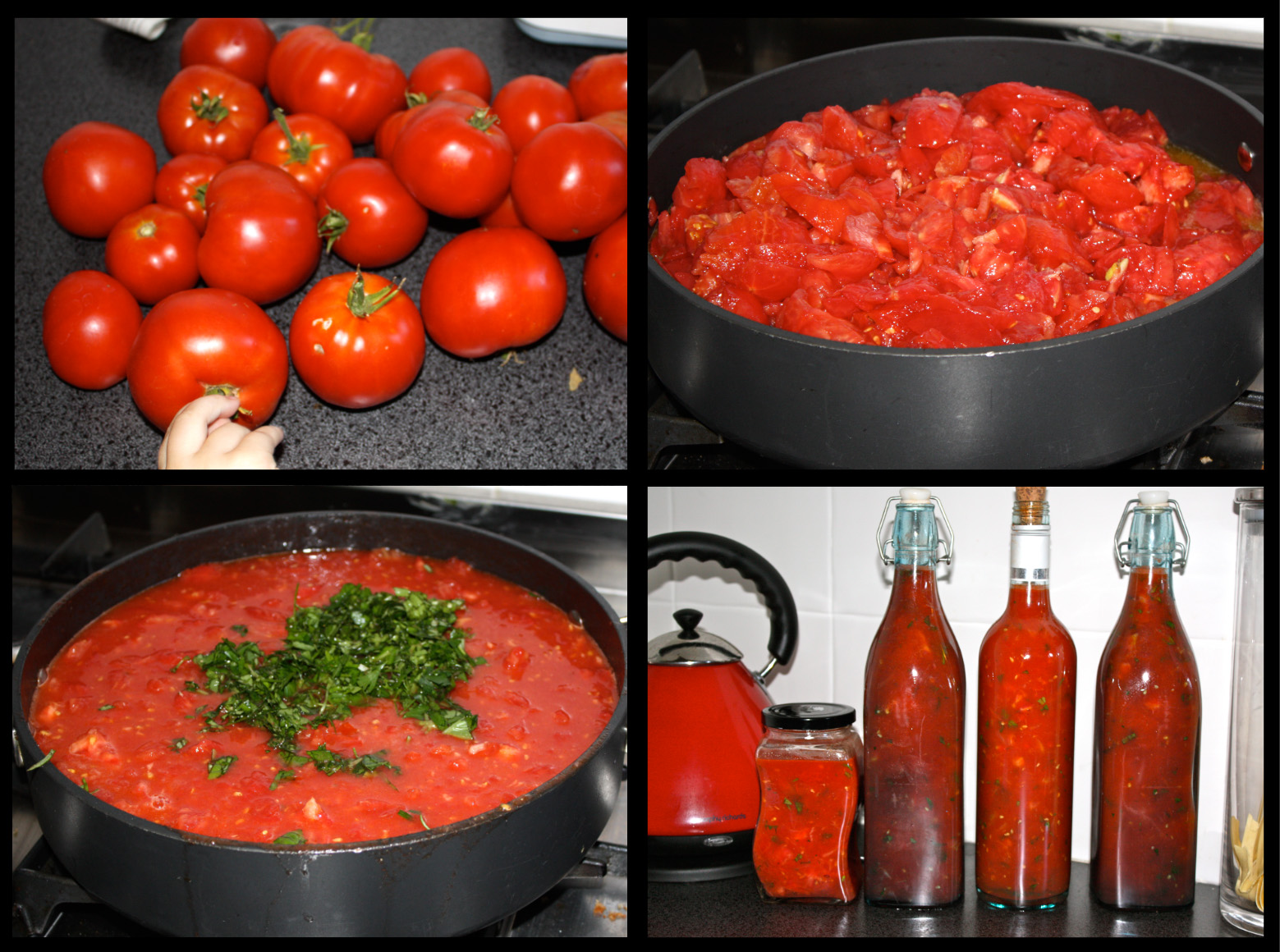
Tương cà chua làm tại nhà

Người đầu tiên viết về những gì có thể là tương cà chua là Bernardino de Sahagún, một tu sĩ dòng Franciscan từ Vương quốc Tây Ban Nha, người sau đó chuyển đến New Spain, đã đề cập đến một loại nước tương được chuẩn bị được bán ở các chợ Tenochtitlan (thành phố México) ngày nay).. Việc sử dụng tương cà chua với mì ống xuất hiện lần đầu tiên vào năm 1790 trong cuốn sách nấu ăn của Ý là L'Apicio moderno của đầu bếp Francesco Leonardi từ Rome.

## Mô tả

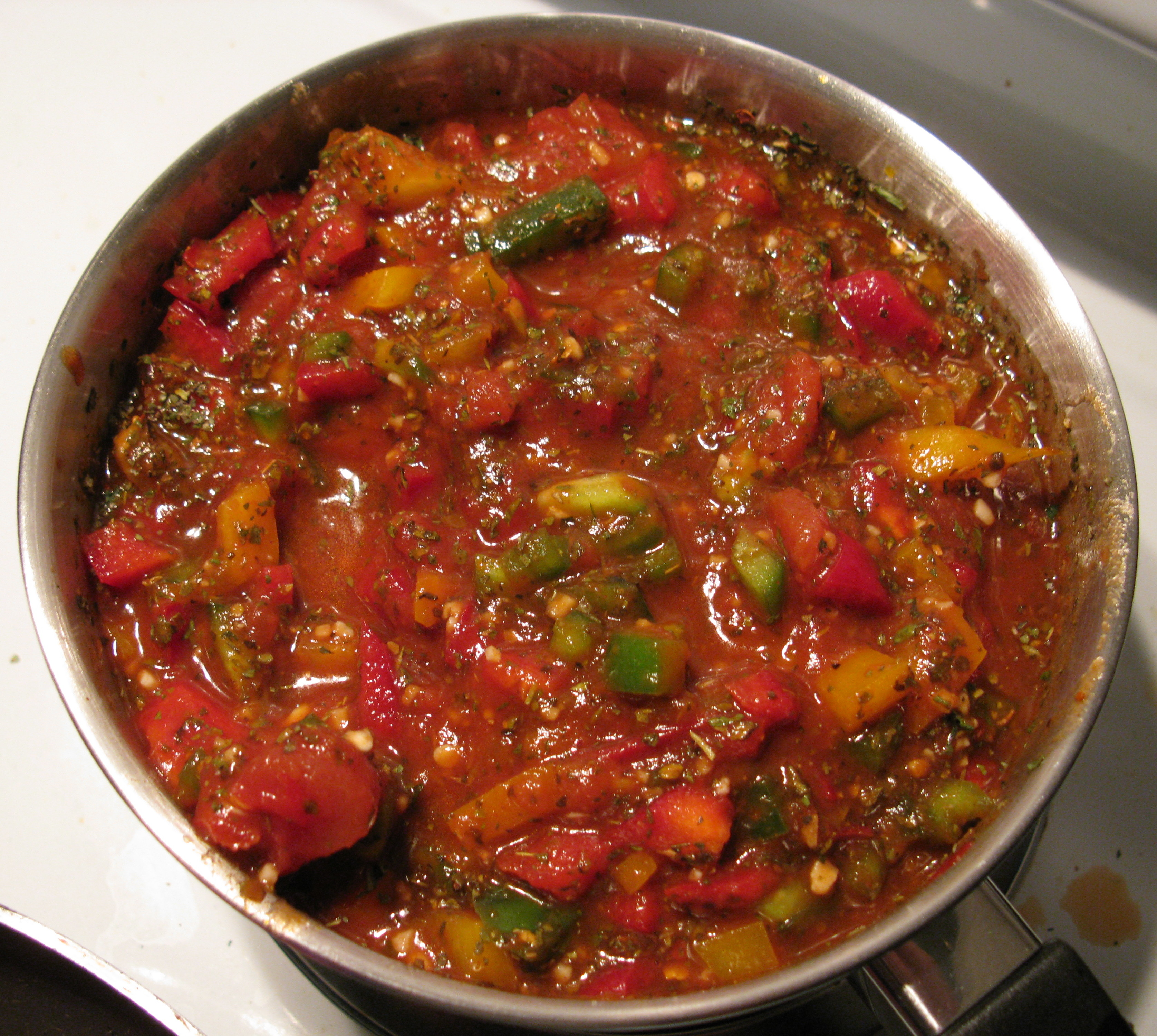
Một loại tương cà chua có chứa cà chua xay nhuyễn, cà chua thái hạt lựu và ớt chuông (đỏ, vàng và xanh), với các hạt bao gồm. sốt được pha trộn từ tỏi tươi, húng quế, oregano, ớt bột, gia vị cajun, ớt đỏ nghiền, parsley, dầu ô liu, và có thể một số gia vị bổ sung

Tương cà chua đơn giản nhất chỉ bao gồm cà chua xắt nhỏ nấu chín (có thể với dầu ô liu) và đun cho đến khi mất đi hương vị thô. Tất nhiên, có thể được nêm muối, hoặc các loại thảo mộc hoặc gia vị khác. Tùy chọn, vỏ cà chua có thể được trụng qua nước số và bóc vỏ theo kết cấu (đặc biệt là các loại bột pelati đặc hơn) và có thể lọc bỏ hạt cà chua cho đẹp mắt hơn, chỉ để lại thịt và bột cà chua.
Cũng giống như cà chua nghiền (tomato puree) hoặc sốt cà chua đậm đặc (tomato paste), tương cà chua có thể là một trong những thành phần trong các món ăn khác, như một món súp làm từ cà chua. Nước sốt loãng hơn cả puree hoặc sốt đặc (đặc nhất) và nó có thể có thêm các phụ gia.
Nước (hoặc loại khác, nhiều hương vị hơn, chất lỏng, chẳng hạn như nước dùng hoặc rượu vang) đôi khi được thêm vào để giữ cho tương không bị quá khô. Hành tây và tỏi hầu như luôn được áp chảo (sauteing, stir-frying, sweating, or wok-frying) trước khi cho cà chua vào, hoặc xay nhuyễn cùng với cà chua và sau đó nấu chung. Các gia vị khác thường bao gồm ớt khô nhẹ (như ớt guajillo hoặc ớt pasilla), epazote, húng tây, lá oregano, parsley và hạt tiêu đen. Thịt xay hoặc băm nhuyễn cũng rất phổ biến.

## Biến thể

### Mỹ
Ở Hoa Kỳ, "tương cà chua" dùng để chỉ hai loại nước sốt riêng biệt. Một là cà chua cô đặc với muối và các loại thảo mộc tối thiểu, được sử dụng trong nấu ăn. Sản phẩm này được coi là không đầy đủ và thường không được sử dụng như hiện tại. Thành phần liên quan là cà chua nghiền và bột cà chua, mỗi loại tương tự nhau nhưng bột nhão có độ đặc cao hơn. Cà chua nguyên chất và bột cà chua có tiêu chuẩn nhận dạng của FDA (từ năm 1939) đối với tỷ lệ phần trăm chất rắn cà chua, và thường không chứa gia vị ngoài muối; tương cà chua là không được chuẩn hóa.
Cách sử dụng thứ hai của thuật ngữ "tương cà chua" ở Hoa Kỳ là dùng cho nước sốt cà chua nấu chín, thường chứa dầu ô liu và tỏi. Loại sốt cà chua này thường được phục vụ với mì ống và đôi khi với thịt. Ít phổ biến hơn, nó được phục vụ với thịt gà hoặc thịt bò một mình. Một loại tương cà chua phổ biến là sốt marinara, một thuật ngữ Mỹ-Ý cho một loại sốt cà chua đơn giản với các loại thảo mộc - chủ yếu là húng tây và oregano.
Trái ngược với những gì cái tên có thể gợi ý ('marinara' là tiếng Ý có nghĩa là "phong cách thủy thủ"), nó không có hải sản. Ở Ý, marinara dùng để chỉ nước sốt làm từ cà chua và tỏi (như trong pizza marinara) hoặc nước sốt hoặc thực phẩm có nguồn gốc từ hải sản; trong trường hợp này, tên không ngụ ý rằng cà chua được bao gồm hoặc loại trừ.
Một số người Mỹ gốc Ý ở Bờ Đông và xung quanh khu vực Chicago gọi nước sốt cà chua là "nước thịt" (gravy), "nước thịt cà chua" hay "nước thịt ngày Chủ nhật", đặc biệt là "gravy" có một lượng lớn thịt được ninh nhừ trong đó, tương tự như món Neapolitan ragù của Ý.
Thuật ngữ "nước thịt ngày Chủ nhật" bắt nguồn từ truyền thống của người Ý có một bữa ăn tối lớn, gia đình vào các buổi chiều Chủ nhật. "Gravy" là một bản dịch tiếng Anh sai từ sugo tiếng Ý có nghĩa là nước ép, nhưng cũng có thể có nghĩa là nước sốt (như trong sugo per pastasciutta).
Thành ngữ của "gravy" trong tiếng Ý là sugo d'arrosto, nghĩa đen là "nước ép từ món nướng" và không hoàn toàn là tương cà chua. Người Mỹ gốc Sicily ở các cộng đồng như Buffalo và Rochester, New York sử dụng thuật ngữ "sarsa" và "succu" thay thế cho tương cà chua của tất cả các loại được sử dụng với mì ống và "nước thịt" chỉ liên quan đến các loại nước thịt có màu nâu. Tuy nhiên, cộng đồng người Mỹ gốc Ý ở New Orleans phần lớn có nguồn gốc từ Sicilia và rất tự hào về ẩm thực Creole-Ý chủ yếu dựa trên thứ gọi là "nước thịt đỏ" (tương cà chua).
Các siêu thị Mỹ thường có bán nhiều loại tương cà chua chế biến sẵn ghi là "sốt spaghetti" hoặc "nước sốt mì ống". Các biến thể phổ biến bao gồm nước sốt thịt, sốt marinara và nước sốt với nấm hoặc ớt ngọt màu đỏ.

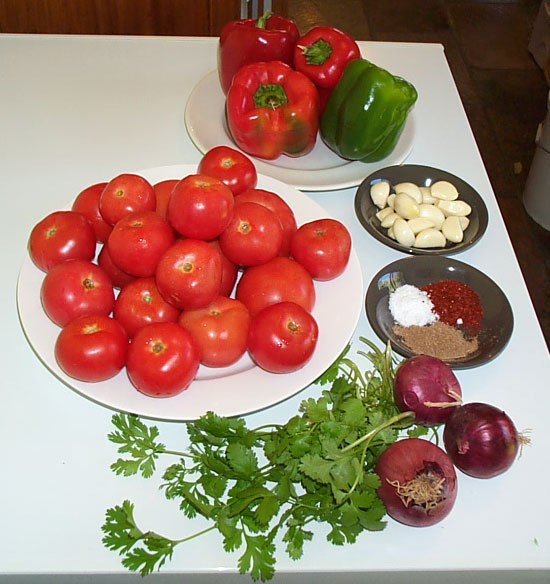
Các nguyên liệu tạo nên món xốt salsa kiểu Mỹ
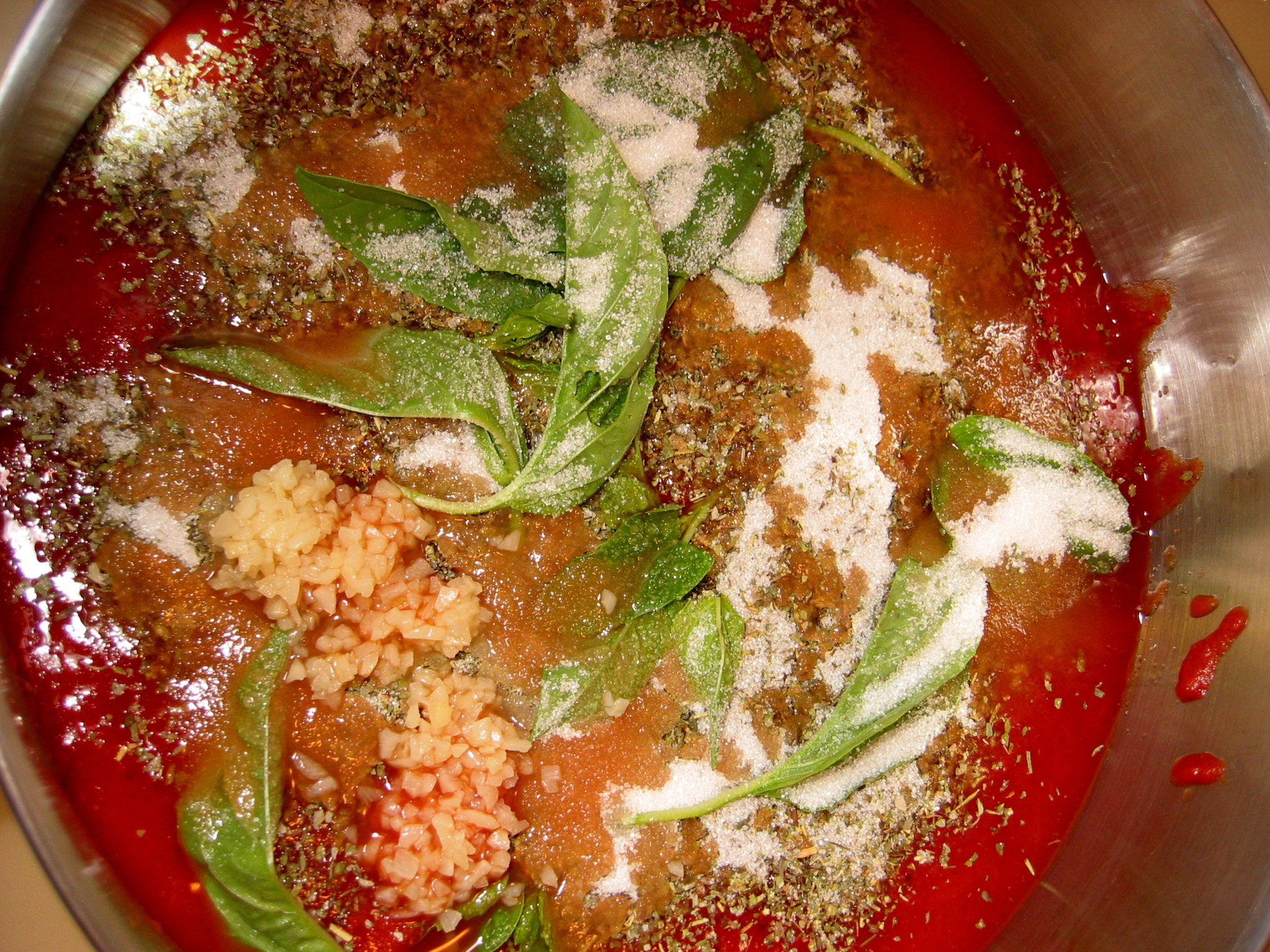
Thành phần thêm vào nước sốt mà không bị chuyển thành màu nâu
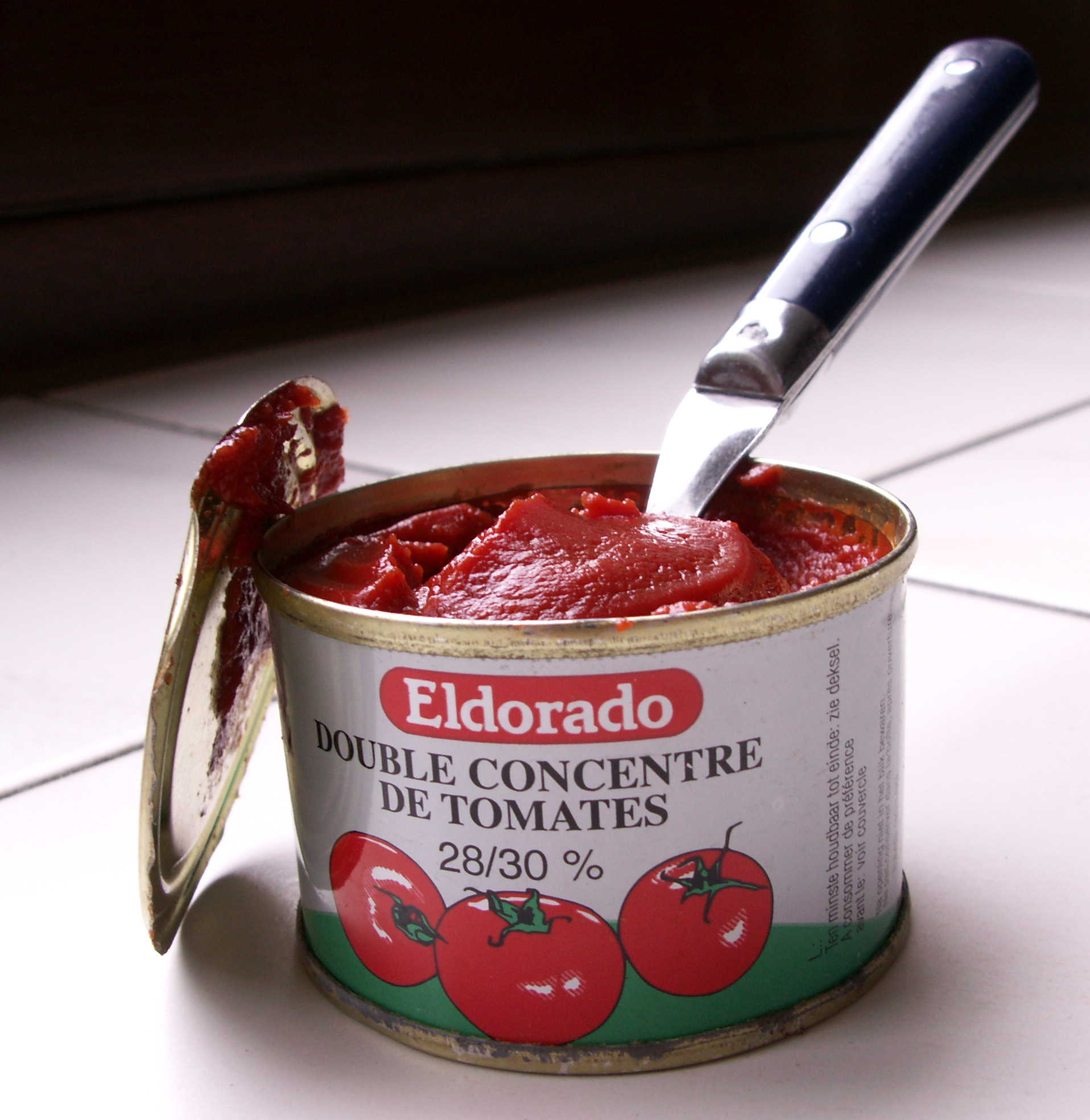
Một lon bột cà chua
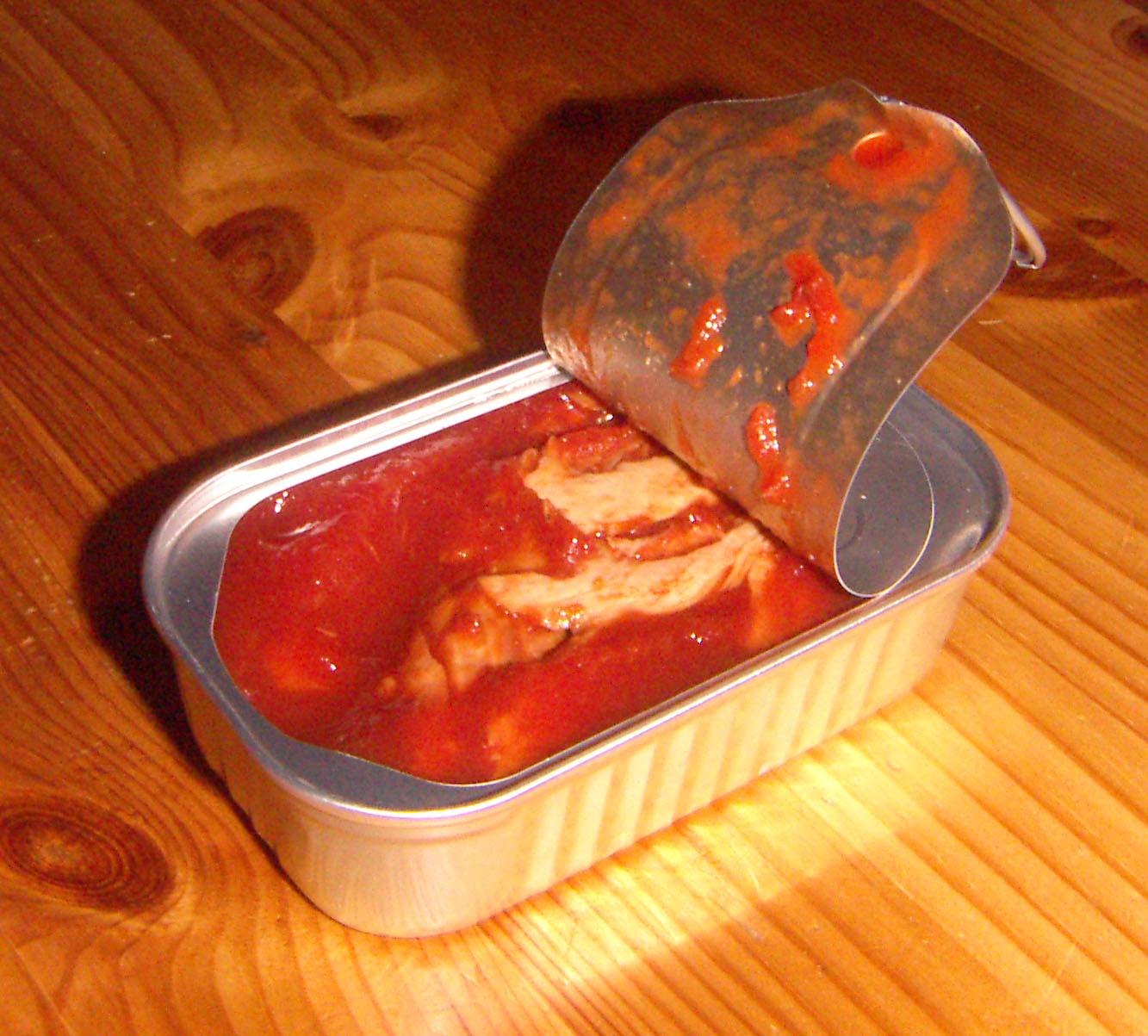
Phi lê cá thu đóng hộp trong tương cà chua là loại thực phẩm phổ biến ở Scandinavia

#### Louisiana
Một loại tương cà chua cay được gọi là sốt piquante là phổ biến trong ẩm thực Cajun Louisiana, có thể chứa bất kỳ hải sản, thịt gia cầm hoặc các loại thịt như thú hoang dã. Tương cà chua thường được dùng với cơm trắng. Trong ẩm thực Louisiana Creole, có một loại sốt cà chua được gọi là sốt Creole. Nó tương tự như tương cà chua của Ý nhưng có nhiều hương vị Louisiana bắt nguồn từ sự hợp nhất của phong cách nấu ăn của Pháp và Tây Ban Nha. Cả hai thường chứa ba nguyên liệu truyền thống gồm ớt chuông thái hạt lựu, hành tây và cần tây.

#### Nước thịt cà chua
Nước thịt cà chua khác với thuật ngữ được sử dụng bởi người Mỹ gốc Ý khi đề cập đến một loại tương cà chua đặc biệt là cà chua là thực phẩm chính. Cà chua nấu chín, một ít chất béo thường là mỡ lợn đã xử lý (bằng cách ướp muối, xông khói, phơi khô) và bột mì được nấu cùng với nhau cho đến khi đặc, và nêm muối và hạt tiêu. Hành tây hoặc ớt chuông cũng có thể được thêm vào. Thông thường, tương cà chua được dùng kèm với món mì ống.